# ЮКСА (футбольний клуб)
Футбольний клуб ЮКСА (Українська Християнська Спортивна Академія, UCSA) — український футбольний клуб із села Тарасівки Фастівського району Київської області, який є частиною Української Християнської Спортивної Академії, заснованої у 2017 році Сергієм Лесніком.

## Історія
У сезоні 2021/22 клуб брав участь у кубку та чемпіонаті України серед аматорів, де в турнірній таблиці посідав 8 місце, але той сезон було завершено достроково через повномасштабне російське вторгнення в Україну.
У сезоні 2023/24 команда дебютувала в другій лізі чемпіонату України.

## Склад команди
Станом на 4 квітня 2025  року відповідно до офіційної заявки на сайті ПФЛ
| №  | Поз. | Нац.     | Гравець                    |
| -- | ---- | -------- | -------------------------- |
| 12 | ВР   | Україна  | Кирило Баранцов            |
| 70 | ВР   | Україна  | Нікіта Федотов             |
| 71 | ВР   | Україна  | Віталій Чеботарьов         |
| 2  | ЗХ   | Україна  | Микита Кононов             |
| 18 | ЗХ   | Україна  | Владислав Юзефович         |
| 19 | ЗХ   | Україна  | Павло Лук'янчук            |
| 24 | ЗХ   | Україна  | Олексій Зозуля             |
| 29 | ЗХ   | Україна  | Андрій Дедяєв              |
| 33 | ЗХ   | Україна  | Євген Селін (віце-капітан) |
| 89 | ЗХ   | Україна  | Олег Синьогуб (капітан)    |
| 90 | ЗХ   | Україна  | Микита Ситников            |
| 5  | ПЗ   | Україна  | Антон Євдокимов            |
| 6  | ПЗ   | Україна  | Роман Ювхимець             |
| 7  | ПЗ   | Бразилія | Габріель Гоуларт           |
| 8  | ПЗ   | Україна  | Андрій Кіреєв              |

| №  | Поз. | Нац.     | Гравець            |
| -- | ---- | -------- | ------------------ |
| 10 | ПЗ   | Бразилія | Матеус Пагліаріні  |
| 11 | ПЗ   | Бразилія | Ромаріньйо         |
| 14 | ПЗ   | Україна  | Андрій Співаков    |
| 17 | ПЗ   | Бразилія | Педро              |
| 20 | ПЗ   | Україна  | Матвій Харченко    |
| 57 | ПЗ   | Україна  | Олександр Мельник  |
| 73 | ПЗ   | Парагвай | Пабло Гонсалез     |
| 77 | ПЗ   | Україна  | Юрій Козиренко     |
| 80 | ПЗ   | Україна  | Максим Казаков     |
| 95 | ПЗ   | Україна  | В'ячеслав Собослой |
| 9  | НП   | Бразилія | Венді              |
| 13 | НП   | Україна  | Микита Татарков    |
| 21 | НП   | Бразилія | Матеус Фого        |
| 27 | НП   | Україна  | Роман Дебелко      |
| 43 | НП   | Україна  | Сергій Леснік      |

## Статистика виступів
| Сезон   | Ліга  | М      | І  | В  | Н | П | ГЗ | ГП | О  | Кубок України | Примітка                                |
| ------- | ----- | ------ | -- | -- | - | - | -- | -- | -- | ------------- | --------------------------------------- |
| 2023/24 | Друга | 2 з 15 | 26 | 19 | 5 | 2 | 62 | 13 | 62 | 1/32 фіналу   | Перемога в стикових матчах / Підвищення |
| 2024/25 | Перша | 8 з 18 | 24 | 9  | 6 | 9 | 39 | 35 | 33 | 1/8 фіналу    | [ пр. 1 ]                               |

## Виноски
1. ↑  До статистики включено результати двох матчів ЮКСА проти останньої команди групи Б, «Кременя» (5:0, 1:0), які не враховувалися в турнірній таблиці другого етапу чемпіонату.